# Celestus agasepsoides
Celestus agasepsoides là một loài thằn lằn trong họ Anguidae. Loài này được Thomas mô tả khoa học đầu tiên năm 1971.